# NGC 7394
NGC 7394 ist ein Asterismus im Sternbild Lacerta. Er wurde am 12. September 1829 von John Herschel entdeckt.